# Trypauchen raha
Trypauchen raha é uma espécie de peixe da família Gobiidae e da ordem Perciformes.

## Morfologia
- Os machos podem atingir 12,4 cm de comprimento total.[3][4]

## Habitat
É um peixe de clima tropical e demersal.

## Distribuição geográfica
É encontrado na Ásia: Indonésia.

## Observações
É inofensivo para os humanos.